# 今川基氏
今川 基氏（いまがわ もとうじ、正嘉3年（1259年） - 元亨3年4月8日（1323年5月13日））は、鎌倉時代の武将。三河国幡豆郡今川荘（愛知県西尾市今川町付近）に興った今川氏の第2代当主。今川国氏の嫡子。幼名は龍王丸、元服後の通称は太郎。父より今川荘を継いだ。基氏までは今川荘に居住したが、やがて遠江国引間荘に移住したという。後に駿河国・遠江国で守護大名・戦国大名となる今川氏の発展の端緒を開いた。

## 概要
『寛政重修諸家譜』の基氏に関する項目には元亨3年4月8日卒去、年63、法号・後国光寺殿傑信存英ということ以外に記述がほとんど無い。しかし、父親である国氏については同譜の記述及びその元となったと考えられる『今川記』の記述において、国氏自身の事績とされる弘安年中の安達泰盛の乱（霜月騒動）の際の戦功が存在する。これについて、実は霜月騒動が弘安8年（1285年）の出来事で、国氏死去の弘安5年（1282年）の後に起きていることから、国氏の戦功記述は誤りとされている。すなわち、年代を考えれば霜月騒動終結後にこの戦功の恩賞として惟康親王（第7代鎌倉将軍の源惟康）より遠江国引間荘（静岡県浜松市）を与えられたのは基氏であったと推定される。
そして、この基氏の子ども達の代から遠江国を拠点とした今川氏一族の活躍と発展が顕著となる。例えば建武2年（1335年）中先代の乱に基氏の5人の男子のうち長男頼国は遠州小夜中山の戦いで敵将を討ち取る高名をしたが、この頼国を含め兄弟3名までが武蔵国小手指原（埼玉県所沢市小手指付近）の戦いや相模川の戦い等で戦死した。頼国の嫡男今川頼貞は丹後・但馬・因幡の守護に任命されている。
五男範国（今川五郎）も駿河・遠江両国の守護職に任じられた。

## 子
通説では5人の息子が産まれ、末子範国が跡を継いだとされる。
- 長男；頼国（よりくに、三郎・式部大輔）
- 次男；範満（のりみつ、七郎・刑部少輔）[注釈 4]
- 三男；頼周（よりちか・らいしゅう、三郎か・三位房）
- 四男；法忻（ほうきん、四郎・仏満禅師）
- 五男；範国（のりくに、五郎・無官）

ただし、大塚勲は基氏の子は4人とし、兄弟順は次のようにする。
- 長男；三郎頼国
- 次男；大喜法忻
- 三男；五郎範国
- 四男；七郎範満